# الإحصاء العام للسكان والسكنى لسنة 2004 (المغرب)
الإحصاء العام للسكان والسكنى لسنة 2004 في المغرب، هو إحصاء إجراء في عام 2004، وقد أجري التعداد من قبل لجنة المندوبية السامية للتخطيط.

## روابط خارجية
- Census results (population)